# Karl Theodor Uhlisch
Karl August Wilhelm Hugo Theodor Uhlisch (* 23. Juni 1891 in Braunschweig; † 26. September 1958 ebd.) war ein deutscher Komponist, der Marschlieder und Schlager komponierte.

## Leben
Karl Theodor Uhlisch kam als Sohn des Kaufmanns Karl Moritz Julius Uhlisch und dessen Frau Emilie Frieda Anna Uhlisch, geborene Meyer, zur Welt.  1916 heiratete er in Lehe (Bremerhaven) Hedwig Siegeler, der gemeinsame Sohn Günter wurde 1920 geboren. Hedwig Uhlisch starb 1955, 1958 ging Uhlisch die Ehe mit Adelheid Heinicke ein. 1923 meldete Uhlisch ein Gewerbe für den Handel mit Seefischen an, 1935 eine Handelsagentur für Glas, Porzellan und Hotelbedarf. Zum 1. Mai 1933 trat er der NSDAP bei. Von 1949 bis 1952 betrieb er ein Versandgeschäft für Hotel- und Großküchenbedarf.
Uhlisch wird als „Hobbykomponist“ bezeichnet. Sein bekanntestes Lied Köhlerliesel komponierte er 1923 bei einem Erholungsaufenthalt in Altenau im Oberharz aus Liebhaberei. Das Lied fand in den folgenden drei Jahrzehnten kaum aus den heimatlichen Harzer Bergen hinaus. Mitte der 1950er Jahre lebte Uhlisch von der Fürsorge der Stadt Braunschweig. Erst 1957 wurde das Lied kommerziell veröffentlicht und im Mai dieses Jahres von dem Jodler Erich Storz mit seinen „Volksmusikanten“ auf Schallplatte herausgebracht. Ebenfalls 1957 wurde das Lied von der Gruppe „Die Heimatsänger“ gesungen und stand vier Wochen an der Spitze der Charts. Durch den Erfolg des Titels verbesserte sich Uhlischs finanzielle Situation kurz vor seinem Tode.
1951 reichte Uhlisch beim Bundesinnenministerium einen Vorschlag für eine Neufassung der Deutschen Nationalhymne ein.

## Werke
- Ernst Bergfeld (Text), Karl Theodor Uhlisch (Musik): Die Tannenburg – Ein Märchenspiel für jung und alt in 6 Bildern, Braunschweig 1942, DNB 576725358.